# Gran Premi de Gran Bretanya del 2007
El Gran Premi de la Gran Bretanya de Fórmula 1 de la temporada 2007 es va disputar al circuit de Silverstone el 8 de juliol del 2007. Va ser la novena carrera de la temporada. Lewis Hamilton va sortir primer de la graella de sortida, però Kimi Räikkönen va aprofitar una errada seva a la primera aturada a boxes i va liderar la carrera fins al final.
Gràcies a la victòria de Lewis Hamilton, quasi un mes abans, al Gran Premi del Canadà del 2007, el director del circuit, Richard Phillips, va declarar que la venda de tiquets havia "superat els màxims" i que "no havia vist aquest nivell d'interès des de la  Mansell mania de final dels 80, principi dels 90.

## Resultats de la cursa
| Pos | No | Pilot                | Equip                | Voltes | Temps/ Retirada  | Pos. de sortida | Punts |
| --- | -- | -------------------- | -------------------- | ------ | ---------------- | --------------- | ----- |
| 1   | 6  | Kimi Räikkönen       | Ferrari              | 59     | 1:21:43.074      | 2               | 10    |
| 2   | 1  | Fernando Alonso      | McLaren - Mercedes   | 59     | + 2.459 segons   | 3               | 8     |
| 3   | 2  | Lewis Hamilton       | McLaren - Mercedes   | 59     | + 39.373 segons  | 1               | 6     |
| 4   | 10 | Robert Kubica        | BMW Sauber           | 59     | + 53.319 segons  | 5               | 5     |
| 5   | 5  | Felipe Massa         | Ferrari              | 59     | + 54.063 segons  | 4†              | 4     |
| 6   | 9  | Nick Heidfeld        | BMW Sauber           | 59     | + 56.336 segons  | 9               | 3     |
| 7   | 4  | Heikki Kovalainen    | Renault              | 58     | + 1 volta        | 7               | 2     |
| 8   | 3  | Giancarlo Fisichella | Renault              | 58     | + 1 volta        | 8               | 1     |
| 9   | 8  | Rubens Barrichello   | Honda                | 58     | + 1 volta        | 14              |       |
| 10  | 7  | Jenson Button        | Honda                | 58     | + 1 volta        | 18              |       |
| 11  | 14 | David Coulthard      | Red Bull - Renault   | 58     | + 1 volta        | 12              |       |
| 12  | 16 | Nico Rosberg         | Williams - Toyota    | 58     | + 1 volta        | 17              |       |
| 13  | 17 | Alexander Wurz       | Williams - Toyota    | 58     | + 1 volta        | 13              |       |
| 14  | 22 | Takuma Sato          | Super Aguri - Honda  | 57     | + 2 voltes       | 21†             |       |
| 15  | 21 | Christijan Albers    | Spyker - Ferrari     | 57     | + 2 voltes       | 22              |       |
| 16  | 18 | Vitantonio Liuzzi    | Toro Rosso - Ferrari | 53     | + 6 voltes       | 16              |       |
| Ret | 12 | Jarno Trulli         | Toyota               | 43     | Pneumàtics       | 10              |       |
| Ret | 23 | Anthony Davidson     | Super Aguri - Honda  | 35     | Vibracions       | 19              |       |
| Ret | 19 | Scott Speed          | Toro Rosso - Ferrari | 29     | Accident         | 15              |       |
| Ret | 11 | Ralf Schumacher      | Toyota               | 22     | Suspensió        | 6               |       |
| Ret | 20 | Adrian Sutil         | Spyker - Ferrari     | 16     | Fallada de motor | 20              |       |
| Ret | 15 | Mark Webber          | Red Bull - Renault   | 8      | Part Hidràulica  | 11              |       |

### Altres
- † Sortida des de pit (F.Massa, T.Sato)
- Volta ràpida: Kimi Räikkönen: 1. 20. 638 (volta 17)
- Pole: Lewis Hamilton: 1. 19. 997

| Anterior G.P.: Gran Premi de França del 2007        | FIA 2007 Fórmula 1 Campionat mundial | Següent G.P.: Gran Premi d'Europa del 2007         |
| Anterior G.P.: Gran Premi de Gran Bretanya del 2006 | Gran Premi de la Gran Bretanya       | Següent G.P.: Gran Premi de Gran Bretanya del 2008 |